# Marià Albero
Marià Albero i Silla (Valence, 27 décembre 1949 - Sales de Llierca, 12 mai 2013), plus connu sous les noms d'artistes Marià Albero et (à ses débuts) Marian Albero, est un auteur-compositeur-interprète espagnol d'expression catalane rattaché aux mouvements de la Nova cançó et d'Ona laietana (ca).

## Carrière artistique
Marià Albero commence à se frayer un chemin dans le monde de la chanson d'auteur dans le sillage de Raimon,, dont son style s'inspire beaucoup.
En 1967, il enregistre un EP pour Edigsa, Vam ser tots al jorn de tardor, avec des titres qui dénotent l'état des préoccupations de la jeunesse dans la chanson : «No volem esperar com abans» (« Nous ne voulons par attendre comme avant »), «Napalm», «No deixaré de lluitar» (« Je n'arrêterai pas de lutter »), «Vam ser tots al jorn de la tardor» (« Nous étions tous au jour de l'automne »). Il est accompagné par Francesc Pi de la Serra (es) à la guitare à douze cordes,.
Il enregistre deux autres singles chez Edigsa : Jo no ho crec / Classe mitja (1968) et La finestra / El joglar (1969),.
Ces premières œuvres sont publiées sous le nom « Marian Albero ».
À partir de 1976, il se retire du devant de la scène et collabore à différents projets de rénovation du folklore valencien. Après ce long silence, il publie en 1995 un nouveau disque sous son nom, Estampida, en grande partie instrumental et inspiré de danses traditionnelles de l'aire méditerranéenne.
Marià Albero est le frère de l'homme politique et ancien ministre Vicent Albero.
Il meurt le 12 mai 2013 à Sales de Llierca (province de Gérone), où il résidait depuis des années,.